# Salbreen
Der Salbreen (norwegisch für Sattelgletscher) ist ein 11 km langer Gletscher im ostantarktischen Königin-Maud-Land. Im Gebirge Sør Rondane fließt er in nördlicher Richtung zwischen den Bergen Salen und Bergersenfjella.
Norwegische Kartografen, die ihn auch in Anlehnung an die Benennung des Bergs Salen (norwegisch für Sattel) benannten, kartierten ihn 1957 anhand von Luftaufnahmen, die bei der US-amerikanischen Operation Highjump (1946–1947) entstanden waren.